# DREAM( )SCAPE
『DREAM( )SCAPE』（ドリーム・エスケイプ）は、2024年3月25日にカカオエンターテインメントより発売された韓国のアイドルグループ・NCT DREAMの5枚目のミニアルバム。

## 概要
- タイトル曲「Smoothie」を含む全6曲が収録されている。
- アルバム名「DREAM( )SCAPE」の括弧は「脱出」という意味[9]。夢から脱出するためのドアを表現している[9]。

## コンセプト
アルバムを通じたテーマは、NCT DREAMが「孤軍奮闘して生きる今の若者たちの悩みと不安に共感し、一緒に乗り越えて成長していこう」というもの。ストーリーには、暗くて辛い状況によって無感覚になってしまった現実を離れ、理想的な夢の空間を探しに出るNCT DREAMの最初の旅が描かれており、脱出の過程で経験する様々な感情が解き明かされている。
本作は、NCT DREAMのメンバーたちがアルバムのテーマを決める制作段階から積極的に参加したアルバムとなっており、特にメンバーのロンジュンが中心となって企画発案に携わった。

## プロモーション

### 予告編
- 3月5日、赤い糸の刺繍で作られた蝶のアートワークが印象的なスケジュールポスターを公開した[10]。
- 3月7日、予告イメージ「icantfeelanything」を公開した[11]。
赤い糸や燃えていく花、壊れたハート型のオブジェ、割れた鏡などの様々なアイテムと、悲しみに満ちた表情のメンバーや傷だらけの足によって、夢を奪われた姿が表現されている[11]。
上半身は綺麗だが、足は傷だらけという表現には「人はそれぞれが自分の場所で生きながら、何の問題もないように見えても、実はどこかに大きな傷がたくさんあるだろう」という共感のメッセージが込められている[9]。
- 3月11日より、全5篇のトレーラー映像「( )SCAPE Film（エスケープフィルム）」が公開された。同映像は、アルバムに収録された「自分を閉じ込める現実から、夢に逃げる青春の物語」をナラティブ形式で解き明かしたフィルムコンテンツで、各映像のテーマに合う収録曲が挿入されている[12]。
  - 3月11日、「( )SCAPE Film: Chapter 1」が公開された。

サブタイトルは「Realize」。メンバーのチソンが目覚めるストーリーと収録曲「icantfeelanything」が調和した映像[13]。
生気を失った男性たちが謎の命令に従って一列に歩いて行き、一斉に同じ行動をとる姿を通じて統制された環境で抑圧されていることを示唆する中、チソンが少しずつ状況に疑問を持ち、目覚める姿を描いている[13]。
  - 3月12日、「( )SCAPE Film: Chapter 2」が公開された。

サブタイトルは「Confused」。混乱した感情に包まれたロンジュンとジェノのストーリーと収録曲「Breathing」が調和した映像[14]。
ロンジュンは、繰り返される命令と押し寄せる混乱の感情を抑えきれず、訓練のターゲットではないガラスに映った自分を撃って崩れ落ちるが、ジェノは全く動じることなく淡々と訓練に臨む[14]。
悲しそうな表情で蝶の絵を燃やすロンジュン、背中の傷とベッドの下に隠された翼の絵が対照的なジェノの姿は、それぞれの痛みを経験する青春の現実を暗示している[14]。
  - 3月13日、「( )SCAPE Film: Chapter 3」が公開された。

サブタイトルは「Change」。夢を守るために変化を起こすマークとヘチャンのストーリーと収録曲「UNKNOWN」が調和した映像[15]。
画一化されたアイデンティティを強要される状況から脱却したいが、周囲の目を気にして混乱するヘチャンと、堂々と自分の意見を言って反抗するマークという異なる性質を持つ2人の姿を描いている。
プレッシャーの中でも揺るがないマークが、まだ躊躇しているヘチャンに「君自身を変えるな」という意味の「Don't Change」というフレーズを書いたメモを渡す瞬間に笑顔が広がるヘチャンの姿を通じて、ポジティブな変化が始まったことを暗示すると同時に「一緒にならやり遂げることができる」という慰めのメッセージを込めている[15]。
  - 3月14日、「( )SCAPE Film: Chapter 4」が公開された。

サブタイトルは「Break」。競争社会を破るために連帯行動を起こすジェミンとチョンロのストーリーと収録曲「BOX」の強烈なサウンドが合わさった映像[16]。
対決を控えた2人は、戦いの勝者だけが生き残り、敗者は脱落する状況が恐ろしいかのように試合を見ることができず、目を閉じて顔を背け、競争を強要される状況を苦しく感じている[16]。
対決の相手として顔を合わせたジェミンとチョンロは、意図的に対戦を避けようと努力していたところ、お互いに同じことを思っていることに気づき、統制を意味する薬を飲んでいないことを見せ合う。2人の姿を見て管理者たちが困惑する場面を通じて、「力」を合わせれば強圧的な状況から抜け出せることを暗示している[16]。
  - 3月15日、「( )SCAPE Film: Chapter 5」が公開された。

サブタイトルは「Dream Beyond」。開かれたドアから脱出するメンバーたちと手に繋がれた赤い糸、管理者から逃げているシーンが描かれている。緊迫した状況にもかかわらず笑顔を浮かべるメンバーたちは、苦痛から抜け出して明るい夢に向かって進むことを示唆している[17]。
夢から覚めたチソンとリビングに集まったメンバーたちが、幸せな時間を過ごす姿が収められており、メンバーたちが夢見る理想は、みんなと過ごす日常の瞬間だという逆説的なメッセージを伝えている[17]。
- 3月17日、タイトル曲「Smoothie」の内容を視覚化したコンセプトフォトを公開した[18]。
- 3月20日、予告映像「Dirty Smoothie」を公開した[19]。
「Dirty Smoothie」は「混乱している複雑な状況」を意味しており、どんなことが起きても自分のことだけに集中するメンバーたちの堂々とした姿を通じて、新曲「Smoothie」に込められた「否定的なすべてのものをすりおろして飲む」というテーマを示唆している[19]。ブラック&ホワイトをメインカラーとして活用し、メンバーたちの無関心で冷たい雰囲気を際立たせた映像となっている[19]。

### イベント
- 3月25日、ソウル広津区シェラトン・グランド・ウォーカーヒルで、アルバム『DREAM( )SCAPE』の発売記念ショーケースを開催した[9]。
- 4月8日、TBS『CDTVライブ!ライブ!』に出演し、タイトル曲「Smoothie」を披露した[20]。
- 4月13日、NHK総合『Venue101』に出演し、タイトル曲「Smoothie」を披露した[21]。

### ミュージックビデオ
- 3月25日、タイトル曲「Smoothie」のミュージックビデオが公開された。
ミュージックビデオでは、毒を飲んだNCT DREAMのメンバーたちが、それぞれ解毒剤の材料を持ってくるミッションに取り組む過程を興味深く描いている[22]。否定的な世界を暗示するブラック&ホワイトのトーンと、躍動感を吹き込むキーカラーのレッドなどの多様な色彩を楽しむことができる映像となっている[22]。
黒色のスムージーには「ネガティブで良くない考えをすりつぶして飲み込んでしまう、消化してしまおう」という野心と抱負が込められている[9]。

### リミックスバージョン
- 4月12日、タイトル曲「Smoothie」のリミックスシングル「iScreaM Vol.31：Smoothie Remix」が公開された。人気プロデューサーArkinsが参加している[23]。
- 12月11日、新たなリミックスバージョン「Smoothie (Departs Remix) 」をリリース。SM傘下のダンスミュージックレーベル・ScreaM Recordsのコンピレーションアルバム『K-POP ScreaM 1』に収録されている[24]。

## 収録曲
1. icantfeelanything [2:12]
  - 作詞 ：Ellie Suh (153/Joombas)
  - 作曲 ：Patrick 'J. Que' Smith、Jason Hahs、David Wilson、August 08
  - 編曲 ：dwilly

夢幻的なシンセループと強烈な808ドラムソースが印象的なジャージークラブリズムベースのポップナンバー[13]。
無感覚な現実から抜け出し、理想的な夢に向かって脱出する過程で感じる恐怖の感情を率直に盛り込んだ[13]。
2. Smoothie [3:08]
  - 作詞 ：나도연 (153/Joombas)、방혜현
  - 作曲 ：Alawn、Benji Bae、Robbie Jay
  - 編曲 ：Alawn

808ベースラインとスネアリズム、繰り返されるチャントが作り出すグルーヴィーな雰囲気が魅力的なヒップホップダンス曲[18]。
歌詞では、自分に向けられた世界の冷たい視線と否定的な感情を全て「Smoothie」のようにすりおろして飲むという自信溢れるメッセージをユーモラスに表現している[18]。
3. BOX [2:50]
  - 作詞 ：차리 (153/Joombas)、MARK
  - 作曲 ：Greg Bonnick、Hayden Chapman、Danny Shah、Taet Chesterton、MARK
  - 編曲 ：LDN Noise

自分を閉じ込める世界の枠（BOX）を壊し、限界を超えてもう一度跳躍するという抱負を盛り込んだヒップホップダンスナンバー[16]。
4. Carat Cake [2:32]
  - 作詞 ：조윤경
  - 作曲 ：Dan Gleyzer、Tony Ferrari
  - 編曲 ：Dan Gleyzer

見慣れない世界で出会う様々な誘惑と感情を表現したポップジャンルの楽曲[17]。
5. UNKNOWN [3:34]
  - 作詞 ：이스란、MARK、JENO
  - 作曲 ：Niklas Jarelius Persson、William Segerdahl、Ninos Hanna、MARK、JENO
  - 編曲 ：Niklas Jarelius Persson、William Segerdahl

何もかもが見慣れない不安な彷徨いの時間の中で、自分を見失わないために、進んで未知の世界に飛び込むという固い決意を歌ったミディアムテンポのR&Bポップ曲[15]。
6. 숨 (Breathing) [4:13]
  - 作詞 ：우승연 (153/Joombas)、MARK、JENO、JAEMIN、JISUNG
  - 作曲 ：Micky Blue、Realmeee、Patrick Liney、Cosmo Liney、Etham、MARK、JENO、JAEMIN、JISUNG
  - 編曲 ：Cosmo's Midnight

ミディアムテンポのバラード曲[14]。歌詞には、息ができないほど疲れて大変な瞬間に再び勇気を出して前に進む力を与えてくれる「あなた」という存在に対する告白を収めた[14]。
ラップメンバー全員が作詞に参加した[9]。